# Leon Gromadzki
Leon Gromadzki (ur. 18 sierpnia 1892 w Ładach-Borowych, zm. 15 maja 1923 tamże) – żołnierz armii rosyjskiej i sierżant Wojska Polskiego, uczestnik I wojny światowej i wojny polsko-bolszewickiej, kawaler Orderu Virtuti Militari.

## Życiorys
Urodził się w rodzinie Gracjana i Feliksy z d. Grodzka. Absolwent szkoły ludowej. W 1912 zmobilizowany do armii rosyjskiej w szeregach której walczył podczas I wojny światowej. Od jesieni 1918 w szeregach Oddziałów Murmańskich
Szczególnie odznaczył się 18 grudnia 1918 w walce z bolszewikami, kiedy „na czele swojej sekcji samorzutnie wykonał atak flankowy pod silnym ostrzałem nieprzyjaciela, przyczyniając się do zajęcia wsi Pertema pod Archangielskiem.”. Za tę postawę otrzymał Krzyż Srebrny Orderu Wojskowego Virtuti Militari.
Po powrocie do Polski w 1919 walczył na froncie wojny polsko-bolszewickiej. W październiku 1920 zwolniony z wojska, pracował następnie w gospodarstwie rodzinnym w Ładach-Borowych. Tam też zmarł w wyniku choroby, pochowany na cmentarzu w Puchałach.
Był żonaty. Nie miał dzieci

## Ordery i odznaczenia
- Krzyż Srebrny Orderu Wojskowego Virtuti Militari nr 6944[1]
- Krzyż Walecznych – pośmiertnie[1]
- Krzyż Niepodległości – pośmiertnie[1]